# Numeración babilónica

Símbolos usados en la numeración babilónica.

El sistema de numeración mesopotámico  es un sistema de representación de los números en la escritura cuneiforme de varios pueblos de Mesopotamia, entre ellos los sumerios, los acadios y los babilonios, que trata de una serie de símbolos.
Este sistema apareció por primera vez alrededor de 1800-1900 a. C. También se acredita como el primer sistema de numeración posicional, es decir, en el cual el valor de un dígito particular depende tanto de su valor como de su posición en el número que se quiere representar. Esto era un desarrollo extremadamente importante porque, antes del sistema lugar-valor, los técnicos estaban obligados a utilizar símbolos únicos para representar cada potencia de una base (diez, cien, mil, y así sucesivamente), llegando a ser incluso los cálculos más básicos poco manejables.
Aunque su sistema tenía claramente un sistema decimal interno, prefirieron utilizar 60 como la tercera unidad más pequeña en vez de 100 como lo hacemos hoy. Más apropiadamente se considera un sistema mixto de las bases 10 y 60. Un valor grande, al tener como base sesenta, es el número que da como resultado un guarismo más pequeño y que además se puede dividir sin resto entre dos, tres, cuatro, cinco y seis, por lo tanto también entre diez, quince, veinte y treinta. Solamente se utilizaban dos símbolos en una variedad de combinaciones para denotar los 59 números. Se dejaba un espacio para indicar un cero (siglo III a. C.), aunque idearon más adelante una muestra de representar un lugar vacío.
La teoría más comúnmente aceptada es que se eligió como base el 60, un número compuesto de muchos factores (los números anterior y siguiente de la serie serían el 12 y el 120), debido a su factorización 2×2×3×5, que lo hace divisible por 1, 2, 3, 4, 5, 6, 10, 12, 15, 20 y 30. De hecho, es el entero más pequeño divisible por todos los enteros del 1 al 6.
Los enteros y las fracciones se representaban de la misma forma: el punto separador de enteros y fracciones no se escribía, sino que quedaba aclarado por el contexto. Y si aclaramos los hechos en la Mesopotamia se podría llegar a decir que no había cero.
Por ejemplo, el número 53 en numeración babilónica se representaba utilizando cinco veces el símbolo correspondiente a 10 y 3 veces el símbolo correspondiente a 1, como se puede ver en la imagen superior, o solamente el 50 y el 3.
Plimpton 322: tablilla de arcilla datada aproximadamente entre los años 1900 y 1600 a. C. revela que los babilonios descubrieron un método para encontrar ternas pitagóricas, es decir, conjuntos de tres números enteros tales que el cuadrado del mayor de ellos es la suma de la de los cuadrados de los otros dos. Por el teorema de Pitágoras, un triángulo cuyos lados son proporcionales a los tres (una terna pitagórica) es un triángulo rectángulo. Los triángulos rectángulos de lados proporcionales a las más simples ternas pitagóricas su vez con frecuencia en los textos babilónicos problema, pero si esta pastilla no había salido a la luz, que no habría tenido ningún motivo para sospechar que un método general capaz de generar un número ilimitado de distinta ternas pitagóricas se conocía de un milenio y medio antes de Euclides.